# 山田久志
山田 久志（やまだ ひさし、1948年〈昭和23年〉7月29日 - ）は、日本の元プロ野球選手（投手、右投右打）・監督・コーチ、野球解説者。秋田県能代市出身、兵庫県西宮市在住。

## 概要
阪急ブレーブスでは投手として、8度のリーグ優勝、3度の日本シリーズ優勝に貢献。個人ではNPBで合計22個のタイトル（9個）・主要表彰（13個）を獲得している。
現役時代は12年連続開幕投手を務めるなどし、アンダースロー投手としては日本プロ野球最多となる通算284勝を記録した。球界関係者からは史上最高のサブマリン投手と称されることもある。阪急ブレーブスの黄金時代を築き上げた人物の1人である。
また最高勝率をNPB最多タイ記録となる4回獲得、最優秀選手も投手最多タイ記録となる3回受賞、パ・リーグ投手最多タイ記録となるベストナインも5回受賞している。

## 経歴

### プロ入り前
材木会社勤務の父のもと、5人きょうだい（兄3人、姉1人）の末っ子として生まれる。幼少期から冬場はスキーやスケートをして足腰が鍛えられた。小学6年生の冬に父からグラブを買い与えられたが次の春に父は癌で急逝、長兄と次兄が家族を養った。能代市立能代第二中学校で野球部に入り、内野手としてプレー、「いつも怒られてるし練習量も多い」という理由で投手と捕手はやりたくないと考えていた。3年生の時、三兄が二塁手を務めていた秋田県立能代高等学校が第45回全国高等学校野球選手権大会に秋田県代表として出場、その兄を追う形で同校に進学した。厳しい練習で多くの同期が脱落する中、2年生から試合に出場した。2年生の全国高等学校野球選手権西奥羽大会3回戦（対秋田県立金足農業高等学校）で、同点の9回裏二死満塁の場面に三塁手の自分の前に来たゴロを一塁に悪送球してサヨナラ負けを喫した。数日後に責任を感じて退部を申し出るため、監督の元に赴くと投手への転向を命じられる。転向当初はノーコンで、以前いたサイドスローの先輩を参考にフォームを試行し、右腕の振りが低くなる。山田と同じく一塁手から捕手にコンバートされた大沢勉とバッテリーを組んだ。1966年の秋田大会では準々決勝までわずか自責点1で勝ち抜くが、準決勝で秋田県立秋田高等学校に逆転負けし、西奥羽大会には進出できなかった。結局、これが在学中の最高成績となった。
卒業にあたって、早稲田大学や亜細亜大学など大学からの勧誘もあったが、プロになる一番の近道として、大学進学を勧める両親の反対を押し切って社会人野球の富士製鐵釜石に入社。自身の回想では、捕手の大沢とともに同じ社会人野球チームの入社テストの練習に参加したが、事前の予想に反して大沢にしか合格通知が届かず、野球部監督の尽力で富士製鐵に入ったという。投法をサイドスローからアンダースローに変えた（ただし、本人はインタビューの中で「オーバースローの体勢のまま上半身を斜めにしただけであって、純然たるアンダースローではない」と述べている）。1967年の第38回都市対抗野球大会に出場、1回戦で優勝候補の日本生命を完封し注目を集める。しかし、2回戦では電電東京の土屋紘と投げ合い敗退した。これを含め、都市対抗には3年連続で出場。
1967年のプロ野球ドラフト会議で、西鉄ライオンズから11位で指名を受ける。山田は「舞い上がった」が、「拾ってくれた」富士製鐵をわずか1年でやめることに母が同意せず、入団には至らなかった。
ドラフト史上最高の豊作と言われた1968年のドラフト1位で阪急ブレーブスに指名される。このときの2位指名が加藤秀司、7位指名に盟友の福本豊がおり、豊作と呼ばれたドラフトの中でも阪急は最も成功したチームと言われている（なお、12位で門田博光も指名しているが、門田は入団拒否）。この時点で、山田は練習中に腰を痛めていたため（脊椎分離症。他チームが山田の実力を認めながら指名をためらったのはこのためと言われている）入団をすぐに受託せず、チームに残ってリハビリに励む。腰痛から完治した1969年8月の都市対抗終了後、阪急と正式契約を結び入団。阪急のマネージャーとして山田の獲得を担当した丸尾千年次から「故障を隠して契約金をつり上げる連中が多い中、奇特なヤツ」と言われて、契約金を上積みされたという。

### 現役時代
山田が入団した頃の阪急は、ヨネカジコンビと呼ばれた米田哲也、梶本隆夫の他、石井茂雄、足立光宏など一流投手の揃った投手王国で、山田は「俺なんかどうやって入っていったら…」と不安だったという。初年度はリリーフ起用されて0勝1敗の成績で、日本シリーズの出場選手にも漏れた。
2年目の1970年は開幕より主戦投手として起用されいきなり6連敗するが、5月14日の対西鉄ライオンズ戦で7.2回を無失点に抑えて初勝利を挙げると、5月19日の対東映フライヤーズ戦で初完投・完封を飾るなど主力投手として台頭。シーズンでは2桁の10勝（17敗）を記録し、防御率も3.19でリーグ8位に入った。6連敗を喫したときには監督の西本幸雄が呼び出して、「お前を勝たせてやりたいんや。でもな、今のままじゃアカン」「お前がどんだけ負けても投げさす。おまえは『こいつのためなら』って周りに愛されるピッチャーになれ」と叱咤し、2軍落ちを覚悟していた山田を奮起させた。
3年目の1971年にはダリル・スペンサーが復帰し、山田の背番号25番はかつてスペンサーが使っていたため、譲る形で17番に変更する。同年は22勝（6敗）を記録し、防御率2.37で最優秀防御率、勝率.786で最優秀勝率、さらにベストナインのタイトルも獲得。米田哲也・石井茂雄・足立光宏らを押しのけてエースに成長した。当時は速球でグイグイ押す強気な投球が身上で、監督の西本が「投手で一番大切なのはコントロールや」と言っても、「いえ、ストレートに力があればど真ん中でも打たれません」と反論した。このことは、山田が引退して20年以上経っても、西本に「ワシに真っ向から逆らったのはお前だけや」と苦笑されるという。
しかし、その強気な姿勢は時として落とし穴にはまることもあり、同年の日本シリーズでは第3戦で王貞治にサヨナラ3点本塁打を打たれ、手痛い敗北を喫した。この時、山田はマウンド上にしゃがんだまましばらく動けず、西本監督に抱きかかえられるようにしてベンチに引き上げた。山田は後に「天狗の鼻をへし折られた。あのホームランがあったから、その後の自分がある」と述懐している。なお、この試合は山田の母親が球場で初観戦し、チケットを手配して親族一同も呼んでいたが、5万人の観衆の中の、阪急の応援はほんのわずかという状況で息子が目の前でサヨナラ負けを喫したことにショックを受け、その後母は山田がオールスターに選ばれた際に招待しても「息子の打たれる姿は見たくない」と固辞、結局母にとって最初で最後の球場観戦になったという。
1972年は上述の敗北を糧にして20勝を挙げて最多勝に2年連続のベストナインのタイトルを獲得。しかし、この年に膝を痛めたことで球速が落ち始め、翌1973年から1975年まではやや低調な成績に終始する。1973年に最多被本塁打を記録すると、ストレート中心の投球に限界を感じて新しい球種の必要性を考え始める。山田は、同じ下手投げでシンカーを決め球としていた足立光宏にシンカーの投げ方の教えを請うたが、足立は山田にはまだ球速があって変化球に頼るのは早いと考えて断っていた。引退後に足立は「いつの日か、自分に取って代わる存在であることはすぐにわかった。教えたら、こっちはメシの食い上げになる。すぐには教えたくなかった」と山田の力を認めていたことを語っている。山田は足立からシンカーを盗み取ろうと毎日のように研究を重ね、1974年オフにはシンカーもある程度切れが出るようになっていたが、投球スタイルを大きく変える決心は付かなかった。
1975年の阪急は、豪速球で知られた新人の山口高志の活躍で悲願の日本シリーズ優勝を果たしたが、山田は12勝に留まり、被本塁打36、自責点95はリーグ最多、防御率4.32はリーグ最下位から2番目（最下位は新美敏の5.44）と、満足のいくものではなかった。この年山田は、①自分より速い球を投げる山口の出現、②首脳陣が同じ12勝だった山口を重用する方針（疑心暗鬼のようなもの）、③自らの投球パターンが壁にぶつかっているのでは、との3つのショックを受ける。これにより、納会終了後にユニフォームを持って球団事務所を訪問し、辞意を伝える。山田も本気とは言えなかったが、球団に懸命に慰留されて現役続行を決める。1976年1月に足立光宏は和歌山県那智勝浦町での自主トレーニングに山田を誘い、その場で「俺はこうや」とシンカーの握り方を示したという。
1976年春のキャンプで、肘から先に送り出すように投げる、ボールは滑らせるようにして握るなど、足立からシンカーの投げ方についてヒントを教えられる。このアドバイスについて山田は「最初から教わっていたら『ああ、こんなものか』で終わっていただろう。自分なりに悩んで、やっとわかりかけてきた時期だったため、非常に鮮明だった」と語っている。この年から山田はシンカーを本格的に使い始め26勝（7敗）を記録し復活、2度目の最多勝・最高勝率に輝く。1977年は16勝、防御率2.28で2度目の最優秀防御率を、1978年も18勝4敗で3度目の最高勝率を獲得するなど、いずれの年も阪急の優勝に大きく貢献し、史上初の3年連続MVP（3年連続MVPを達成しているのは他にイチロー・山本由伸のみ）に輝いた。1979年は21勝（5敗）で、3度目の最多勝を獲得するとともに、日本プロ野球記録となる4度目の最高勝率、2リーグ制以降の記録である5度目のベストナインを獲得した。しかし、同年のプレーオフでは第1戦に先発し、シーズン中でも使わずに隠していたフォークボールを使うも、ボールの握りが相手側の三塁ベンチに読まれて打ち崩されて敗戦投手となり、チームも3連敗で敗れリーグ5連覇を逃している。
1980年と1981年は2年連続で13勝に終わるが、1982年はスライダーで活路を見出して16勝9敗と再び成績を向上させた。同年の4月29日の対ロッテ戦で、アンダースロー投手としては皆川睦雄に次いで200勝を達成。この試合で山田は落合博満に3本塁打を喫している。3本ともシンカーを狙い打たれたものではなく、3本目はカーブ、この年に200勝を達成した江夏豊は「これこそプロの対決」と感嘆した。1984年のリーグ優勝時はシーズン中に膝に打球を受け、骨折により戦線離脱したために14勝にとどまったが、監督の上田利治の信頼は絶大で、21勝を記録して防御率と二冠に輝いた今井雄太郎を差し置いて、この年の日本シリーズ第1戦の先発に起用されたが、8回裏に長嶋清幸に逆転2ランを打たれ8回3失点で敗戦投手になった。
1975年から1986年まで、プロ野球記録の12年連続開幕投手を務めており、記録更新のかかった1987年の開幕投手は佐藤義則だった。この年はキャンプ、オープン戦となかなか調子が上がらなかったが、オープン戦で調子が上がらないのは例年のことなので、山田自身は大して気にしていなかったという。しかし、上田監督がマスコミに「今年の山田はいつもと違うなあ」と言っているのを知り、「監督のいいと思うならそのようにしてもらっていいですよ」と話したら、開幕投手に佐藤が抜擢され、「そりゃないだろう」と思ったという。この年は、清原和博相手に通算2000奪三振を達成したものの7勝に終わり、17年続けていた2桁勝利も途絶えた。
翌1988年は開幕からなかなか勝てず、5月にはもうこの年限りの引退を考えていた。最初に伝えたのは、解説者となっていた西本幸雄だった。結局4勝10敗の成績に終わり、現役引退。通算300勝を目指していたが、あと16勝届かなかった。なお、現役最後の試合は10月23日の西宮球場での阪急ブレーブス最後の試合（対ロッテ）で、山田は完投勝利を挙げ（通算284勝目）、阪急ナインに胴上げされた。現役引退と前後して球団の親会社が阪急電鉄からオリックスに変わったことから、背番号17は球団の永久欠番とはならず、しかも、山田の引退からわずか2年後、1990年オフに入団した長谷川滋利に与えられた。山田は「（福本の）7と17は永久欠番にしてほしかったなあ」と語っている。
通算284勝は、アンダースローの投手としてはプロ野球最多勝記録である。一方、日本シリーズでは不思議と相性が悪く、上記の王のサヨナラ3ランなど、通算6勝9敗1セーブと不本意な成績に終わっている。通算最多被本塁打（23）、シリーズ最多タイ自責点を2度（1976年、1978年の12）、シリーズ最多敗戦のタイ記録（1984年の3敗、他には1956年の別所毅彦、1964年の村山実）といった不名誉な記録も残している。ただし、1984年の3敗のうち2敗は完投敗戦で、残る1敗（第7戦）も7回途中まで3失点の内容だった。日本シリーズとは対照的にオールスターゲームには強かった。通算7勝はオールスターゲーム最多記録。また、敗戦投手に一度もなっておらず、勝率10割である。
球速が落ちたりそれまでの変化球が通用しなくなってから新球を模索する投手が多い中、山田は「新しい変化球は試合で使えるようになるのに3年かかる。今の球が通用しなくなってから研究しても遅い」と、それまでのボールが通用するうちに、将来を見越して次の変化球や投球術を研究していたという。山田とともに阪急の黄金時代を支えながら、自らは短命に終わった山口高志は「そこが山田さんと僕の違うところだった」と評している。1989年3月に開催の読売ジャイアンツとのオープン戦（西宮）での引退記念試合は、福本とともに阪急のユニフォームを着用して出場した（ただし、オリックスのコーチとして残留した福本は、引退セレモニーの時にはオリックスのユニフォームに着替えている）。
終生のライバルは門田博光と落合博満。門田は「自分に対してどんな時もストレートだけを投げてきて、山田の決め球でもあるシンカーは球が速すぎてシンカーにならなかった」と賛辞を送っている。門田は1988年のシーズン序盤、山田がKOされた試合の翌朝に「やめる気ちゃうよな」と電話をかけ、すでに覚悟を決めていた山田はそれをはぐらかしたという。一方、落合には読まれていても必ずシンカーを決め球にしていたという。また、ライバルチームのエースであり、ともに長年パ・リーグで活躍した鈴木啓示、東尾修、村田兆治については、「彼らが居なかったら自分がここまで頑張れなかった」と後述している。

### 解説者・コーチ・監督時代
引退後はNHK野球解説者・日刊スポーツ野球評論家となる。1989年ドラフト会議で阪神タイガースへ1位入団しながら、他の評論家から「あんなの使い物にならない」と酷評されていた葛西稔を入団当初から「球界を代表するアンダースロー投手になる逸材」と唯一評価し続けていた。
1994年、オリックス・ブルーウェーブの投手コーチに就任。オリックス投手コーチ就任前に2,3球団からコーチの要請があった。実績もあり理論的に指導できるコーチとして、選手からも信頼があった。山田は「何でそんなことができないんだとか、こうやってやればいいじゃないかとかって、上から目線だった気がする。阪急の時に一緒にやっていた佐藤義則や星野伸之から「われわれは山田さんがやってきたのを実際見ているから、その通りやればいいって思うけど、今の人たちはおそらくできない」って言ってきた。そこから変えていくのよね。選手の立場になる。選手の方へ入っていく。」と述べている。山口高志と共に平井正史を育成し、平井は1995年に15勝5敗27セーブで最優秀救援投手、最高勝率に輝き、新人王を獲得する急成長をみせた
。後に山田は、巨人移籍後低迷していた野村貴仁について「あれは使うほうの問題」と指摘していた。野田浩司は「投手心理、プライドを尊重してくださる人でした。KOされた投手を決して悪者扱いしないコーチだった。今でも、どこのチームでもKOされた投手は最後まで試合を見ているでしょ。テレビでしばしば、その表情をアップで映し出す。それを山田さんは絶対にさせなかった。」と述べている。監督の仰木彬とは野球観が全く合わずよく喧嘩し、投手陣を整備し、1995年はリーグ優勝、1996年は連覇、1996年の日本シリーズ制覇に貢献した直後に退団。1997年からはNHK解説者・日刊スポーツ評論家として復帰する。
1999年、中日ドラゴンズの投手コーチに就任。この前に巨人監督の長嶋茂雄からも投手コーチとしての誘いを受け、妻の病気を理由に断っていたが、中日監督の星野仙一より直に強く説得され、「星野監督を男にしたい」と引き受けた。投手は山田に全部任せるっていうのが約束事だった為星野は3年間投手の事について言わなかった。中日でも投手コーチとしては手腕を発揮、岩瀬仁紀にキャンプ中つきっきりでフォームを矯正し、リーグを代表する中継ぎエースに育て上げた。先発で良い時と悪い時がはっきりしてしまう李尚勲をリリーフに回した。1999年中日でも優勝を果たし、優勝請負人と言われた。2001年にはヘッドコーチを兼任。
2001年オフに中日監督に就任。監督1年目の02年は5位から3位に順位を上げるが、優勝した巨人には15.5ゲーム差をつけられた。同年は朝倉健太を先発に起用し、初勝利以降勝利を重ねて、11勝を記録した。
星野の後を引き継いで監督に就任が決まったのは、星野の意向だと言われている。しかし、直後に星野が阪神タイガースの監督に就任。二軍監督の島野育夫も引き抜かれたため、球団内のバックアップを失うこととなった。山田は「あの時、島野さんを引き抜かれたのが一番痛かった」と語っている。
2003年9月9日、成績不振のため遠征先の広島で解任となった。この時点で順位こそ5位だったが59勝61敗で勝率はほぼ5割を維持しており、実際はオーナーをはじめ本社サイドの心証を悪くしたことによる解任であった。（残り試合は、ヘッド兼打撃コーチの佐々木恭介が監督代行を務める。20試合で14勝5敗1分とチーム成績は上昇し、最終的に2位になった。）阪神に独走を許すペナントレースになったものの、3年契約の2年目で、球宴休み中にオーナーの白井文吾から続投が「公表」されていて、なおかつ当人が側近に漏らした本音で、直近まで秋季キャンプや翌年のコーチングスタッフの話を球団としていて、一部の球界関係者には、秋季キャンプの臨時コーチや翌年の入閣の打診までしていた上での急な決定だった。これは、中日でのプレー経験のない完全な「外様」であり、選手や首脳陣からの求心力の低下、OBとの確執が激しかったという事情を本社、球団いずれも掴んでいたことがあった。決定的となったのは5連敗目を喫した9月7日の対ヤクルト26回戦（ナゴヤドーム）でのハーフスイングを巡る抗議による退場処分だった。抗議をそのプレー直後ではなく攻守交替時に行ったことを問題視され、連敗と間の悪い退場劇が解任への格好の引き金となってしまった。
なお当初球団からは山田から休養を申し出た形にするよう要請されたがこれに山田が「それでは自分から逃げたか投げ出したことになる。そんなのは受け入れられない」と激怒、激論の末に「解任」に決まったという。また山田はこの決定後に遠征に帯同している選手・スタッフに解任を報告し挨拶を済ませチームを離れて一人新幹線で帰名したが、その車内で自身の解任第一報を目にすることになった（通路上の電光掲示板に「中日、山田久志監督を解任。」と流れたという）と述懐している。
監督時代にはオリックス時代の教え子であり、故障で不振の平井正史を獲得し中継ぎの1人として復活させたこと、強肩だが内野守備に難がありポジションが固定されなかった福留孝介をコーチの二宮至の進言を受け入れて外野にコンバートしたこと、荒木雅博と井端弘和のアライバコンビを辛抱強く使い続けたこと、FAで谷繁元信を獲得して正捕手を強化したことなど、後の中日躍進の基礎を築いた人物でもある。谷繁は「山田さんは僕のことを信頼してくれたので、すごくやりやすかった。その気持ちに応えなければいけないという思いが強かったですね。山田さんの時代は優勝はありませんでしたが、最終順位は3位と2位。にもかかわらず、2年目の8月に突然解任された。何が起こったのか理解できませんでした。」と述べている。
打撃投手の平沼定晴は「山田久志さんは、投手を見る眼が凄い。ウチのレジェンド投手は、ほとんど山田さん経由で大成してますね。」と述べている。

活躍した選手を称賛する一方で、期待を裏切ると容赦なく糾弾したことから、その姿勢を「恐怖政治」とも呼ばれた。コーチ時代には岩瀬や川上憲伸を手塩にかけて育て上げた反面、武田一浩や前田幸長とはソリが合わず、正津英志や遠藤政隆も打ち込まれると山田からは無視されていたという。前田は山田の監督昇格が決まった2001年オフにFA宣言し、武田は自由契約で両者とも読売ジャイアンツに移籍している。山﨑武司とも確執があり、2001年オフにFA資格を取得し横浜ベイスターズから誘いをもらってその気になっていたところ、山田から「一緒に戦ってほしい」と説得されて残留したものの、一軍に上がってチャンスで代打で打てず、その後山田が「このチームを奈落の底に落とす選手がいる」と発言。その発言を新聞で見た山崎は激怒。それ以降、山崎は山田とはひと言も口を聞かず、目も合わせないようにしていたという。エディ・ギャラードとも対立し、ギャラードは2003年シーズン途中で横浜ベイスターズへ移籍した。中村武志もトレードで横浜へ放出した。2003年投手コーチだった近藤真市とも衝突した。
2004年からCBCテレビ・ラジオの野球解説者を務めるほか、日刊スポーツ評論家に復帰。2005年からはブレーブス・ブルーウェーブOB会会長を務めている。2006年に野球殿堂入り。12月に行われた野球殿堂入りパーティーにはイチロー、田口壮がスペシャルゲストとして出席した。2007年に山田の出生地・能代市は市営能代球場の名称を、山田の業績をたたえて「山田久志サブマリンスタジアム」（愛称）と改名した。9月29日には山田夫妻を招いて、命名式が行われた。愛称の制定に際し、山田から現役時代のユニフォームやグラブ、写真パネルなど計131点が贈呈され、球場内に設けられる展示ブースで公開されている。オフシーズンに開催されているプロ野球マスターズリーグの大阪ロマンズに所属し、短いイニングながらもマウンドに立っていた。
2009年、ワールド・ベースボール・クラシック日本代表の投手コーチに就任。投手選考と投手起用については監督の原辰徳からほぼ全権が委任されていた。WBCの投手の投球制限規定に悩まされたが、本来は先発投手であるダルビッシュ有を抑えに起用するなど、思い切った投手起用と継投策を駆使し、2大会連続世界一に大きく貢献した。また、山田が週刊ベースボールに記した手記によれば、原監督からは投手陣だけでなく、イチローとの橋渡し役も頼まれていた。
2016年2月には、阪急の後継球団オリックス・バファローズの春季キャンプで、福本と共に臨時コーチを務めた。
1992年および2015年から沢村栄治賞選考委員を務めているほか、TBSテレビの「サンデーモーニング」の『週刊ご意見番』に不定期に出演している。

## 特筆

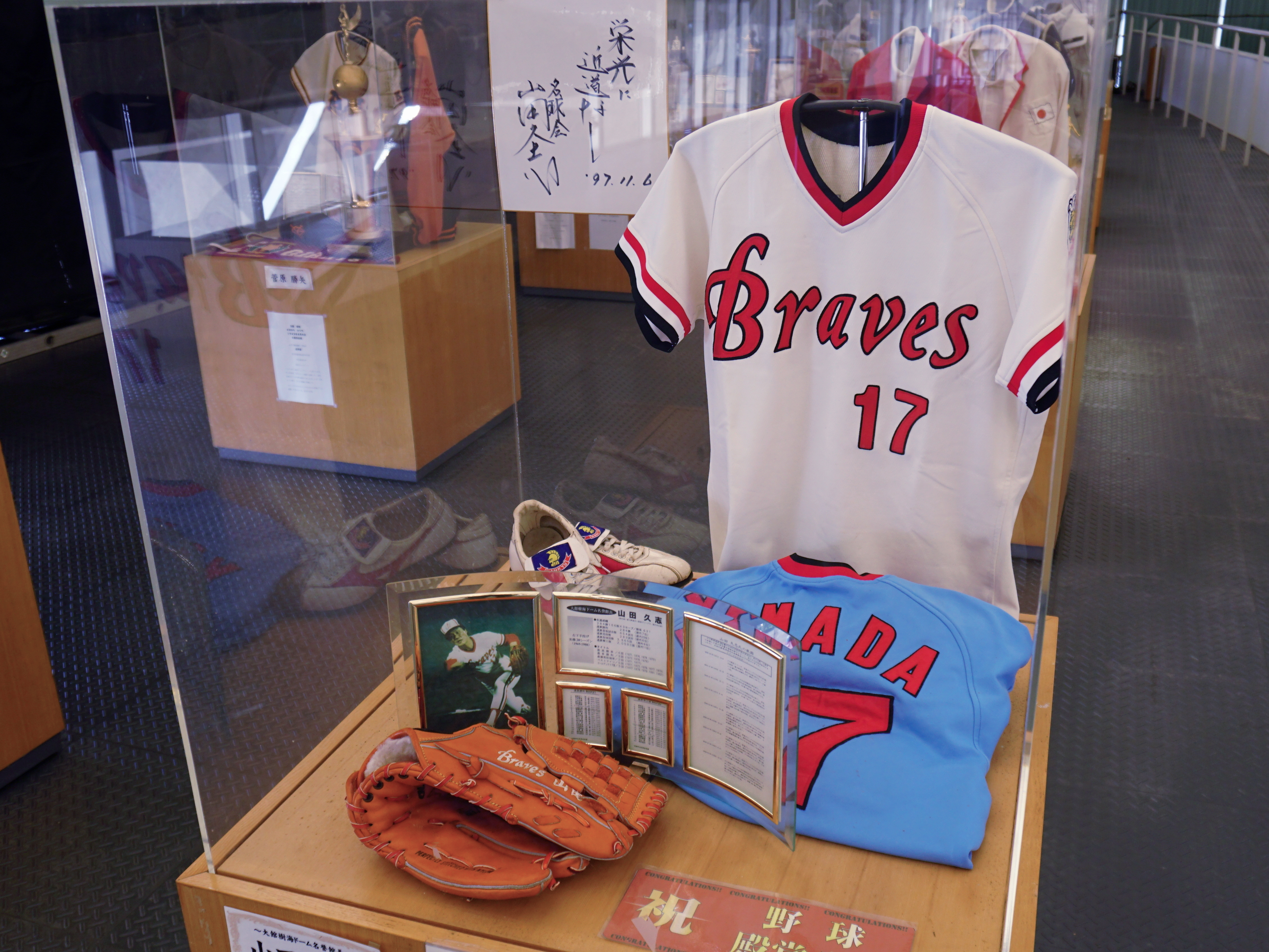
山田が名誉館長を務める大館樹海ドームに展示されている、現役時代のユニフォーム、グローブ、スパイク

### 人物
福本豊とは同期入団であり、若い頃は仲が良かった。しかし山田が先発したある試合で、福本がセンターフライを落球。それに対して山田はあからさまに怒りを表し、イニング終了後に謝罪に来た福本を無視したことがある。引退後、福本の記念祝賀会に招待されながらも欠席し、星野仙一に批判されている。現在は、ブレーブス・ブルーウェーブOB会会長と副会長という間柄である。2011年5月8日に行われたオリックス・バファローズのイベントでは福本・加藤英司らとともにトークショーを行い、現役時代の様々なエピソードを紹介した。また、同時期に出版されたムック本では福本との対談が掲載されている。
中日監督辞任後はCBCの解説者として活動しているが、兵庫県在住のため他の解説者と比べて出演機会が少ない（月に1カード程度。もしくは関西地方からの自社制作の試合に出演）。ただし、ブレーブス・ブルーウェーブOB会会長ということもあり、セ・パ交流戦開始後は中日対オリックス・バファローズ戦では最低1試合（オリックス主催試合をCBCが自主制作した時は中日・オリックスそれぞれの主催試合で1試合ずつ）は解説を担当した年もあった（スケジュールの都合によっては高代延博など他の解説者が担当した年度もある）。2011年からは、地元のMBSラジオ（CBCラジオと同系列）で放送されていた生ワイド番組『ノムラでノムラだ♪ EXトラ!』（2015年3月終了）の火曜日に、ゲストで定期的に出演していた。
CBCテレビの中継ではトップ解説者の扱いであり、全国ネットとなる中日VS巨人の地上波テレビ中継についてはCBCサイドから1名、TBSサイドから1名（主に愛知県出身の槙原寛己）の2名体制（2016年はフリーの山本昌も加えて3名）での中継となるが、CBCサイドで出演するのは山田の担当が多い。ただし、山田がラジオの解説に回ったり、スケジュールの都合でテレビ・ラジオのいずれも出演できない場合などは立浪和義（フリー）や牛島和彦（CBCテレビ/ラジオ・TBSラジオ・BS-TBS・TBSチャンネル）のどちらかが担当する場合もある。中日が日本シリーズに進んだ場合のCBC制作全国ネットの中継でも、山田加入以降はCBC解説者では山田の担当が多い。なお、巨人戦がローカル中継となる場合は山田以外のCBC解説者が出演することもある。
WBCでの経験や近年における沢村賞受賞者がパ・リーグの選手に偏っていることから、セ・リーグでの極端な投手分業制に対しては懐疑的な考えを持っている。

### 野球
昭和50年代（1975年から1984年）にあげた勝利数が163で、2位の鈴木啓示の155を抑えて1位である。また、1970年代（昭和45年から昭和54年）にあげた勝利数は171であるが、鈴木啓示が174を記録したため、2位である。
初勝利こそ8回二死まで投げながらベテラン・足立光宏のリリーフを仰いだものの、100勝・150勝・200勝・250勝・最後の勝利（登板日は阪急最後の公式戦でもある）でもある284勝など初勝利以外の節目の勝利は、すべて完投勝利である。
1971年第3戦で痛恨のサヨナラ本塁打を打たれた王とは、日本シリーズでは通算でも対戦打率.320（25打数8安打）、4本塁打と分の悪い対戦成績だが、オールスターでは逆に7打数無安打と完璧に抑え込んでいる。
自身が得意とした変化球のシンカーについて、「私のシンカーが本当のシンカー」と自負している。同じくシンカー使いの名手と言われる高津臣吾や潮崎哲也のシンカーについては、「シンカーというよりもチェンジアップ」と述べている。
1975年9月2日の日本ハム戦（京都市西京極総合運動公園野球場）で9回裏一死の場面から三好幸雄の代打として出場した事がある。得点圏に走者のいる場面だったが、野手を使い切っていたため打撃成績のよかった山田を起用した。結果は投手への内野安打となり、起用に応えた。

## 詳細情報

### 年度別投手成績
| 年 度      | 球 団      | 登 板 | 先 発 | 完 投 | 完 封 | 無 四 球 | 勝 利 | 敗 戦 | セ 丨 ブ | ホ 丨 ル ド | 勝 率 | 打 者 | 投 球 回 | 被 安 打 | 被 本 塁 打 | 与 四 球 | 敬 遠 | 与 死 球 | 奪 三 振 | 暴 投 | ボ 丨 ク | 失 点 | 自 責 点 | 防 御 率 | W H I P |
| ---------- | ---------- | ----- | ----- | ----- | ----- | -------- | ----- | ----- | -------- | ----------- | ----- | ----- | -------- | -------- | ----------- | -------- | ----- | -------- | -------- | ----- | -------- | ----- | -------- | -------- | ------- |
| 1969       | 阪急       | 7     | 1     | 0     | 0     | 0        | 0     | 1     | --       | --          | .000  | 45    | 9.2      | 14       | 1           | 1        | 0     | 1        | 6        | 0     | 0        | 6     | 6        | 5.40     | 1.55    |
| 1970       | 阪急       | 52    | 18    | 9     | 3     | 1        | 10    | 17    | --       | --          | .370  | 765   | 189.0    | 156      | 29          | 52       | 2     | 9        | 162      | 1     | 1        | 75    | 67       | 3.19     | 1.10    |
| 1971       | 阪急       | 46    | 31    | 16    | 6     | 3        | 22    | 6     | --       | --          | .786  | 1064  | 270.0    | 195      | 37          | 64       | 6     | 6        | 189      | 0     | 0        | 80    | 71       | 2.37     | 0.96    |
| 1972       | 阪急       | 43    | 27    | 15    | 3     | 1        | 20    | 8     | --       | --          | .714  | 928   | 231.0    | 186      | 29          | 52       | 5     | 8        | 142      | 3     | 1        | 85    | 79       | 3.08     | 1.03    |
| 1973       | 阪急       | 36    | 26    | 12    | 1     | 1        | 15    | 10    | --       | --          | .600  | 845   | 207.1    | 194      | 32          | 47       | 2     | 3        | 99       | 1     | 1        | 89    | 82       | 3.57     | 1.16    |
| 1974       | 阪急       | 41    | 7     | 4     | 0     | 0        | 11    | 6     | 11       | --          | .647  | 534   | 130.0    | 103      | 18          | 36       | 5     | 3        | 78       | 0     | 1        | 46    | 44       | 3.05     | 1.07    |
| 1975       | 阪急       | 31    | 25    | 16    | 2     | 3        | 12    | 10    | 2        | --          | .545  | 827   | 198.0    | 202      | 36          | 42       | 2     | 9        | 114      | 1     | 0        | 97    | 95       | 4.32     | 1.23    |
| 1976       | 阪急       | 39    | 27    | 23    | 5     | 3        | 26    | 7     | 5        | --          | .788  | 1020  | 259.2    | 217      | 20          | 48       | 1     | 4        | 143      | 2     | 0        | 74    | 69       | 2.39     | 1.02    |
| 1977       | 阪急       | 44    | 25    | 20    | 1     | 3        | 16    | 10    | 7        | --          | .615  | 960   | 240.2    | 204      | 19          | 46       | 2     | 9        | 132      | 2     | 1        | 70    | 61       | 2.28     | 1.04    |
| 1978       | 阪急       | 35    | 25    | 20    | 1     | 5        | 18    | 4     | 4        | --          | .818  | 889   | 219.2    | 188      | 23          | 40       | 1     | 11       | 117      | 1     | 0        | 79    | 65       | 2.66     | 1.04    |
| 1979       | 阪急       | 36    | 27    | 20    | 3     | 2        | 21    | 5     | 4        | --          | .808  | 973   | 237.0    | 211      | 17          | 64       | 4     | 9        | 115      | 1     | 0        | 81    | 72       | 2.73     | 1.16    |
| 1980       | 阪急       | 30    | 22    | 18    | 1     | 2        | 13    | 10    | 1        | --          | .565  | 823   | 200.2    | 172      | 28          | 59       | 6     | 5        | 112      | 0     | 0        | 84    | 66       | 2.96     | 1.15    |
| 1981       | 阪急       | 34    | 22    | 17    | 1     | 2        | 13    | 12    | 5        | --          | .520  | 832   | 208.0    | 172      | 24          | 45       | 1     | 9        | 114      | 1     | 0        | 78    | 68       | 2.94     | 1.04    |
| 1982       | 阪急       | 33    | 25    | 17    | 0     | 2        | 16    | 9     | 4        | --          | .640  | 902   | 218.0    | 204      | 30          | 65       | 5     | 9        | 97       | 0     | 0        | 90    | 75       | 3.10     | 1.23    |
| 1983       | 阪急       | 28    | 27    | 21    | 1     | 6        | 14    | 11    | 0        | --          | .560  | 894   | 214.1    | 223      | 20          | 46       | 1     | 7        | 90       | 1     | 0        | 95    | 79       | 3.32     | 1.26    |
| 1984       | 阪急       | 24    | 21    | 14    | 2     | 4        | 14    | 4     | 0        | --          | .778  | 682   | 167.2    | 156      | 19          | 39       | 0     | 7        | 60       | 0     | 0        | 67    | 61       | 3.27     | 1.16    |
| 1985       | 阪急       | 30    | 29    | 16    | 1     | 1        | 18    | 10    | 0        | --          | .643  | 926   | 222.1    | 216      | 42          | 54       | 0     | 10       | 104      | 0     | 0        | 118   | 107      | 4.33     | 1.21    |
| 1986       | 阪急       | 28    | 28    | 15    | 0     | 2        | 14    | 9     | 0        | --          | .609  | 877   | 210.1    | 208      | 28          | 46       | 0     | 12       | 105      | 0     | 0        | 99    | 89       | 3.81     | 1.21    |
| 1987       | 阪急       | 17    | 15    | 5     | 0     | 0        | 7     | 7     | 0        | --          | .500  | 474   | 113.2    | 113      | 18          | 35       | 1     | 2        | 36       | 0     | 0        | 57    | 47       | 3.72     | 1.30    |
| 1988       | 阪急       | 20    | 19    | 5     | 0     | 1        | 4     | 10    | 0        | --          | .286  | 490   | 118.0    | 125      | 20          | 28       | 3     | 2        | 43       | 0     | 0        | 68    | 64       | 4.88     | 1.30    |
| 通算：20年 | 通算：20年 | 654   | 447   | 283   | 31    | 42       | 284   | 166   | 43       | --          | .631  | 15750 | 3865.0   | 3459     | 490         | 909      | 47    | 135      | 2058     | 14    | 5        | 1538  | 1367     | 3.18     | 1.13    |

- 各年度の太字はリーグ最高

### 通算打撃成績
329打数67安打 本塁打1本 31打点 打率.204

### 年度別監督成績
| 年度      | 球団      | 順位      | 試合 | 勝利 | 敗戦 | 引分 | 勝率 | ゲーム差   | チーム 本塁打 | チーム 打率 | チーム 防御率 | 年齢       |
| --------- | --------- | --------- | ---- | ---- | ---- | ---- | ---- | ---------- | ------------- | ----------- | ------------- | ---------- |
| 2002年    | 中日      | 3位       | 140  | 69   | 66   | 5    | .511 | 15.5       | 125           | .257        | 3.19          | 54歳       |
| 2003年    | 中日      | 2位       | 140  | 73   | 66   | 1    | .525 | 14.5       | 137           | .268        | 3.80          | 55歳       |
| 通算：2年 | 通算：2年 | 通算：2年 | 280  | 142  | 132  | 6    | .518 | Aクラス2回 | Aクラス2回    | Aクラス2回  | Aクラス2回    | Aクラス2回 |

※1　2001年から2004年までは140試合制
※2　2003年、残り20試合の9月9日より休養。監督代行は佐々木恭介
※3　2003年、欠場の20試合は通算成績には含めない

### タイトル
- 最多勝利：3回（1972年、1976年、1979年）
- 最優秀防御率：2回（1971年、1977年）
- 最高勝率：4回（1971年、1976年、1978年、1979年）※最多タイ記録（他は工藤公康）

### 表彰
- 最優秀選手：3回（1976年 - 1978年） ※投手最多タイ記録（他は菅野智之、山本由伸）、3年連続はイチロー、山本由伸と並ぶ最長タイ記録[55]
- ベストナイン：5回（1971年、1972年、1976年、1977年、1979年）※歴代投手2位タイ記録（他は稲尾和久、斎藤雅樹、菅野智之）、パ・リーグ投手最多タイ記録（他は稲尾和久）
- ダイヤモンドグラブ賞：5回（1977年 - 1979年、1981年、1982年）
- 月間MVP：3回（1979年7月、1981年8月、1984年5月）
- パ・リーグプレーオフMVP：1回（1977年）
- 日本シリーズMVP：1回（1977年）
- 日本シリーズ敢闘賞：1回（1971年）
- 日本シリーズ最優秀投手賞：1回（1975年）
- 野球殿堂競技者表彰（2006年）
- 報知プロスポーツ大賞：2回（1976年、1977年）
- 兵庫県スポーツ優秀選手特別賞：1回（1988年）[56]※17年連続2桁勝利と3年連続MVPを称えて
- 秋田県県民栄誉章（1989年）[57]

### 記録
初記録
- 初登板：1969年8月22日、対南海ホークス19回戦（阪急西宮球場）、8回表に4番手で救援登板・完了、2回無失点
- 初奪三振：同上、8回表に渡辺泰輔から
- 初先発：1969年10月20日、対近鉄バファローズ26回戦（日生球場）、2回0/3を4失点で敗戦投手
- 初勝利・初先発勝利：1970年5月14日、対西鉄ライオンズ6回戦（阪急西宮球場）、7回2/3を無失点
- 初完投勝利・初完封勝利：1970年5月19日、対東映フライヤーズ5回戦（後楽園球場）
- 初セーブ：1974年4月9日、対日本ハムファイターズ前期5回戦（後楽園球場）、7回裏に3番手で救援登板・完了、3回無失点
- 初本塁打：1972年6月28日、対東映フライヤーズ12回戦（阪急西宮球場）、宇田東植から（通算で唯一）

節目の記録
- 100勝：1976年6月8日、対太平洋クラブライオンズ前期9回戦（平和台球場）、8回1失点完投勝利（雨天コールド） ※史上67人目
- 1000奪三振：1977年6月19日、対ロッテオリオンズ前期12回戦（明治神宮野球場）、5回裏に新井昌則から ※史上53人目
- 150勝：1978年9月23日、対近鉄バファローズ後期13回戦（藤井寺球場）、9回2失点完投勝利 ※史上31人目
- 1500奪三振：1981年8月26日、対西武ライオンズ後期7回戦（西武ライオンズ球場）、1回裏に山崎裕之から ※史上28人目
- 200勝：1982年4月29日　対ロッテオリオンズ前期6回戦（阪急西宮球場）、9回6失点（自責点4）完投勝利 ※史上17人目
- 500試合登板：1982年8月14日、対西武ライオンズ後期8回戦（西武ライオンズ球場）、9回1失点完投勝利 ※史上48人目
- 250勝：1985年7月10日、対ロッテオリオンズ14回戦（川崎球場）、9回2失点完投勝利 ※史上9人目
- 600試合登板：1986年6月10日、対西武ライオンズ8回戦（平和台球場）、9回3失点（自責点2）完投で敗戦投手 ※史上25人目
- 2000奪三振：1987年8月24日、対西武ライオンズ18回戦（阪急西宮球場）、4回表に清原和博から ※史上12人目

レギュラーシーズン
- 12年連続開幕投手（1975年 - 1986年）※日本プロ野球記録
- シーズン42被本塁打（1985年）※パ・リーグタイ記録

日本シリーズ
- 通算9敗（シリーズ記録）
- 通算122被安打（シリーズ記録）
- 通算23被本塁打（シリーズ記録）
- シリーズ3敗（1984年、シリーズタイ記録）
- シリーズ6被本塁打（1978年、シリーズ記録）
- シリーズ12自責点（1976年、1978年、シリーズタイ記録）
- 1試合169投球数（1978年第1戦、9イニング超を除き最多）
- 1試合14被安打（1978年第5戦、シリーズ記録）

オールスターゲーム
- 出場：13回（1971年 - 1972年、1974年 - 1979年、1981年 - 1982年、1985年 - 1987年）
  - 1980年と1984年は出場辞退
- 通算7勝（オールスターゲーム記録）

### 背番号
- 25（1969年 - 1970年）
- 17（1971年 - 1988年）
- 67（1994年）
- 71（1995年 - 1996年、2002年 - 2003年）
- 75（1999年 - 2001年）

## 関連情報

### 著書
- 『300勝に賭けるサブマリン』（ベースボール・マガジン社、1988年7月、ISBN 9784583026909）
- 『たった一人のかけ引き：さみしい男のマウンド30の禁句』（青春出版社、1989年3月、ISBN 9784413014915）
- 『プロ野球 勝負強さの育て方』（PHP研究所、1998年3月、ISBN 9784569571157）
- 『世界一の方程式』（ベースボール・マガジン社、2009年7月、ISBN 9784583101798）

### 関連書籍
- 『120キロの快速球』（永谷脩著、文藝春秋、1989年7月、ISBN 4163434208）
- 『山田久志：華やかに、赤いサブマリン』（江本正記原作、小島利明作画、ぎょうせい（名球会comics 33）、1992年3月、ISBN 4324026629）
- 『山田久志 投げる』（矢島裕紀彦著、小学館文庫、1998年5月、ISBN 4094161325）
- 『山田久志優しさの配球、強さの制球：21世紀型人材活用』（中村克洋著、海拓舎、1999年12月、ISBN 4907727046）

### 出演
- 侍プロ野球（TBS）
- サンデードラゴンズ（中部日本放送）
- CBCドラゴンズナイター（CBCラジオ）
- NHKプロ野球
- NHKニュース7 - スポーツコーナーの野球解説
- プロ野球ニュース（フジテレビ系列） - 1987年のオフシーズン企画として放送された「西本幸雄の水戸黄門」(関西テレビ製作)にて佐々木助三郎役で出演。
- サタデースポーツ（NHK総合） - プロ野球解説
- サンデースポーツ（NHK総合） - プロ野球解説
- サンデーモーニング（TBS） - コーナー「スポーツご意見番」の助っ人ご意見番（2010年：11月7日、2011年：5月8日・11月6日、2012年：7月22日・11月11日、2013年：3月17日・8月25日）
- ノムラでノムラだ♪ EXトラ!（MBSラジオ） - 2011年から火曜日の放送に定期的にゲストで出演
- 若狭敬一のスポ音（CBCラジオ） - コーナー「山田久志の栄光に近道なし」で出演
- 久野誠のドラゴンズワールド（2009年終了）
- 朝生ワイド す・またん!（読売テレビ）

### CM出演
- アサヒスーパードライ（1997年）
- 自重堂（2000年頃、2度目のNHK解説者時代に出演）

### ディスコグラフィ
- ああ王者（1976年、東宝レコード） - 山口高志、加藤秀司、大熊忠義と合唱。 ※1999年バップから発売のアルバムCD『野球小僧 懐かしの野球ソングコレクション』にも第10トラックに収録。